# کیبو ۱۴۵۰۰
سیارک ۱۴۵۰۰ (به انگلیسی: 14500 Kibo، نامگذاری:1995WO7) چهارده هزار و پانصدمین سیارک کشف شده‌است که در ۲۷ نوامبر ۱۹۹۵ کشف شد.
قدر مطلق سیارک برابر ۱۰.۷ است.